# رودولی
رودولی (به انگلیسی: Rudauli) یک منطقهٔ مسکونی در هند است که در بخش فیض‌آباد واقع شده‌است. رودولی ۵۱٬۰۰۰ نفر جمعیت دارد و ۱۰۵ متر بالاتر از سطح دریا واقع شده‌است.